# Гадда, Карло Эмилио
Карло Эмилио Га́дда (итал. Carlo Emilio Gadda, 14 ноября 1893, Милан — 21 мая 1973, Рим) — итальянский писатель, инженер-электротехник по образованию.

## Биография
Мать — родом из Венгрии. В шестнадцатилетнем возрасте потерял отца. Семья оказалась в стесненных обстоятельствах, однако мать изо всех сил пыталась сохранить видимость благополучия (конфликт, не раз воспроизведенный потом в прозе писателя). Учился в Миланском политехническом университете. Участник Первой мировой войны, потерял брата, погибшего на фронте, попал в плен, был в лагере под Ганновером. Вернулся на родину в 1919, окончил университет. Многие годы работал инженером-электротехником (1920—1935), в том числе — три года в Аргентине. С 1940-х занимался литературой, выступал по радио.

## Творчество
Необарочный писатель-экспериментатор, мастер стилизации и пародии, создал собственный макаронический язык-пастиш, насыщенный диалектизмами, жаргонными словечками, цитатами из латинских и итальянских классиков, солёным просторечием.

## Признание
Международная премия Formentor (1963). Премия Монтефельтро (1964), премия Золотое перо (1972). Произведения Гадды переведены на многие европейские языки.

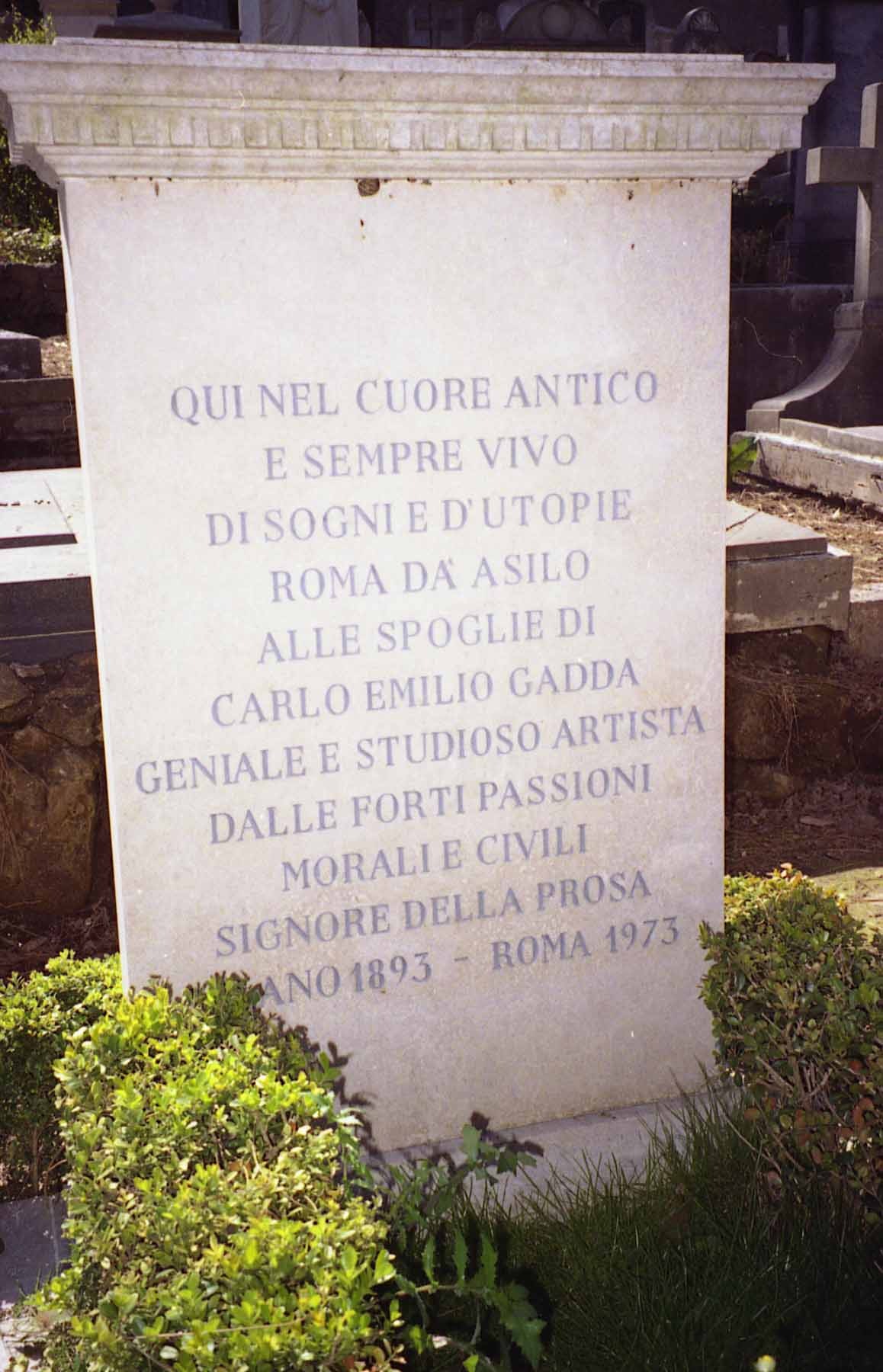
Надгробие Карло Эмилио Гадды на протестантском кладбище в Риме

## Избранные произведения
- La madonna dei filosofi (1931)
- Il castello di Udine (1934, премия Багутта)
- Le meraviglie d’Italia (1939)
- Gli anni (1943)
- L’Adalgisa (1944, новеллы)
- Il primo libro delle favole (1952, новеллы)
- Novelle dal ducato in fiamme (1953, новеллы, премия Виареджо)
- I sogni e la folgore (1955)
- Giornale di guerra e di prigionia (1955, дневник времен Первой мировой войны)
- Quer pasticciaccio brutto de via Merulana (1957, Премия итальянских издателей; по мотивам романа снят фильм Пьетро Джерми Проклятая путаница, 1959)
- I viaggi e la morte (1958)
- Verso la Certosa (1961)
- Accoppiamenti giudiziosi (1963)
- La cognizione del dolore (1963, Международная литературная премия Formentor)
- I Luigi di Francia (1964, пародийная история Франции)
- Eros e Priapo (1967, роман-эссе об итальянском фашизме)
- La meccanica (1970)
- Novella seconda (1971)

## Сводные издания
- Opere. 5 vols. Milano: Garzanti, 1988—1993

## Публикации на русском языке
- Рассказы// Иностранная литература, 2013, № 6, с.181-210
- «Истории из предыстории» (сборник рассказов)// Радуга, 1990, с.21-101